# Verena Stefan
Verena Stefan (* 3. Oktober 1947 in Bern; † 29. November 2017 in Montreal, Kanada) war eine Schweizer Schriftstellerin, die mit ihrem autobiografischen Roman-Debüt Häutungen von 1975 international bekannt wurde.

## Leben und Werk
Verena Stefan war die Tochter eines sudetendeutschen Vaters und einer deutschschweizerischen Mutter. Sie wuchs bei ihren Grosseltern auf. Ihr Grossvater, Julius Brunner, war ein Landarzt. Nachdem sie 1967 am Gymnasium Kirchenfeld ihre Matura abgelegt hatte, ging sie nach Berlin. Dort absolvierte sie eine physiotherapeutische Ausbildung und praktizierte als Krankengymnastin. 1973 nahm sie ein Studium der Soziologie und der vergleichenden Religionswissenschaft an der Freien Universität Berlin auf, das sie jedoch nicht abschloss.
1972 gehörte sie zu den Mitbegründerinnen der feministischen Gruppierung Brot und Rosen. 1974 zog Stefan aufs Land, wo sie im Kreis von Gleichgesinnten ihre private Philosophie, eine Mischung aus Feminismus, Ökologie und Esoterik, praktizierte. 1975 veröffentlichte sie im Münchner Verlag Frauenoffensive ihr erstes Buch, Häutungen, das sich in den folgenden Jahren zu einem Bestseller und Kultbuch der Frauenbewegung entwickelte und Auslöser für den Aufschwung feministischer Literatur auch in den etablierten Verlagen war. Das Buch wurde in acht Sprachen übersetzt.
Stefan vertrat in diesem autobiografisch geprägten Werk einen radikalen Feminismus. Ihre Ziele waren weibliche Selbstfindung, ein neues weibliches Körperbewusstsein sowie eine weibliche Ästhetik, die sich in einer eigenständigen Sprache äusserte.
1980 veröffentlichte sie den Gedichtband Mit Füßen, mit Flügeln, der zwar 8'000-mal verkauft wurde, aber keine nennenswerte Rezeption erfuhr. Im selben Jahr erschien ihre Übersetzung von Adrienne Richs Gedichtband Der Traum einer gemeinsamen Sprache, 1983 gefolgt von Monique Wittigs Lesbische Völker. Ein Wörterbuch.
1987 veröffentlichte sie Wortgetreu ich träume, in dem sie sich dem Thema der Natur zuwandte. Das Buch, das Stefan als «Ehrung der Mutter Erde und eine Erinnerung daran, wie zerstört sie bereits ist» verstand, stiess in der Frauenbewegung auf starke Ablehnung. In ihrem Buch Es ist reich gewesen thematisierte sie 1993 in Form eines fiktiven Gesprächs anhand des Todes ihrer Mutter die Lebensweisen zweier Generationen von Frauen, deren eine den Aufbruch in die Frauenbewegung unternommen hat.
Die Autorin leitete Kurse für kreatives Schreiben in Deutschland und der Schweiz. Seit 2000 lebte sie vorwiegend in Montreal und schrieb vor allem in englischer Sprache. Als bei ihr Krebs diagnostiziert wurde, begann sie, ihre Erfahrungen mit der Krankheit in dem autobiografisch unterlegten Roman Fremdschläfer zu verarbeiten, der 2007 erschien. Der Begriff «Fremdschläfer» hatte eigentlich eine spezielle Bedeutung im Schweizer Asylrecht, den sie aber in ihrer Titelwahl bewusst negierte.
2014 erschien ihr autobiografischer Roman Die Befragung der Zeit, in dem Stefan die Geschichte ihres Grossvaters erzählt, der 1949 wegen des Vorwurfs, illegale Abtreibungen vorgenommen zu haben, in die psychiatrische Klinik Waldau eingeliefert worden war.
Das Schweizerische Literaturarchiv der Schweizerischen Nationalbibliothek hat im Frühjahr 2007 das Archiv von Verena Stefan erworben. Es umfasst Notizen und Materialien zu den Werken, Typoskripte der Werke, Traumnotizen und Tagebücher sowie Briefe, Lebensdokumente, Fotografien, Audio- und Videokassetten und eine Sammlung von Rezensionen.
Verena Stefan starb im November 2017 im Alter von 70 Jahren in ihrer kanadischen Wahlheimat Montreal an den Folgen ihrer Krebserkrankung. Sie hinterliess ihre Ehefrau Lise Moisan.

## Auszeichnungen (Auswahl)
- 1976: Förderpreis der Freien und Hansestadt Hamburg
- 1977: Förderpreis für Literatur der Stadt Bern
- 1988 und 1994: Buchpreis der Stadt Bern
- 2001: Werkbeitrag Pro Helvetia
- 2008: Einzelwerkpreis der Schweizerischen Schillerstiftung für Fremdschläfer

## Werke
- Häutungen. Autobiographische Aufzeichnungen, Gedichte, Träume, Analysen. Frauenoffensive, München 1975, ISBN 3-88104-000-5; Fischer E-Books, Frankfurt am Main 2015, ISBN 978-3-10-560553-0.
- Mit Füßen, mit Flügeln. Gedichte und Zeichnungen. Frauenoffensive, München 1980, ISBN 3-88104-095-1.
- Wortgetreu ich träume. Geschichten & Geschichte. Arche, Zürich 1987, ISBN 3-7160-2059-1.
- Es ist reich gewesen. Bericht vom Sterben meiner Mutter. Fischer Taschenbuch, Frankfurt am Main 1993, ISBN 3-596-11678-3; Fischer E-Books, Frankfurt am Main 2015, ISBN 978-3-10-560484-7.
- Rauh, wild & frei. Mädchengestalten in der Literatur. Fischer Taschenbuch, Frankfurt am Main 1997, ISBN 3-596-13116-2.
- Fremdschläfer. Roman. Ammann (Meridiane 115), Zürich 2007, ISBN 978-3-250-60115-9.
- mit Chaim Vogt-Moykopf (Hrsg.): Als sei ich von einem anderen Stern. Jüdisches Leben in Montreal. Wunderhorn, Heidelberg 2011, ISBN 978-3-88423-356-6 (mehrere ausführliche Zeitzeugenberichte jüdischer Überlebender der Shoa).
- Die Befragung der Zeit. Nagel & Kimche, Zürich 2014, ISBN 978-3-312-00606-9.
- Ein Riss im Stoff des Lebens. Nagel & Kimche, Zürich 2021, ISBN 978-3-312-01206-0.

Übersetzungen:
- Adrienne Rich: Der Traum einer gemeinsamen Sprache. Gedichte 1974–1977 (mit Gabriele Meixner). Frauenoffensive, München 1980.
- Monique Wittig: Lesbische Völker. Ein Wörterbuch (mit Gabriele Meixner). Frauenoffensive, München 1983.
- Maureen Murdock: Der Weg der Heldin. Eine Reise zur inneren Einheit (Übersetzung der Gedichte). Hugendubel, München 1994.